# نوش
نوش یا سرو بادبزنی (نام علمی: Thuja) درختی از خانواده سروها و شامل ۵ گونه متفاوت است که ۲ گونه از آن بومی آمریکا و ۳ گونه از آن بومی شرق آسیا هستند.
این درخت در مناطق معتدل آسیا و به ویژه در شیب دامنه‌های خشک کوه به وفور یافت می‌شود. این درخت در ایران نیز بسیار دیده می‌شود.
این گیاه به فارسی سرو تبری و نوع کوتاه آن سرو خمره‌ای نام دارد. نام‌های محلی آن در خوزستان و فارس واصفهان وشهرهای مرکزی «نوش» و در علی‌آباد کتول «سر» می‌باشد.
دانه‌ها بین شهریور تا مهر رسیده می‌شوند. گل‌ها هم می‌توانند فقط نر باشند هم ماده یا هر ۲ نوع به صورت همزمان. گرده افشانی توسط باد انجام می‌شود.
. میوهٔ آن گرد یا تخم‌مرغی شکل و کبود رنگ‌است و وقتی رسیده شوند به رنگ قهوهای در می‌آیند؛ و ترشحات کبود یا نقره‌ای سطح میوه را فرا گرفته است. میوهٔ آن از ۱۰–۸ فلس تشکیل می‌شود. چوب سرو، سبک و نرم و معطر است و به راحتی تقسیم می‌شود و در برابر پوسیدگی مقاوم است.
نگهداری این درخت بسیار ساده بوده چون درختی بسیار مقاوم است تا دمای -۸ درجه را به راحتی تحمل می‌کند بهتر است در آفتاب باشد ولی در سایه نیز رشد می‌کند.

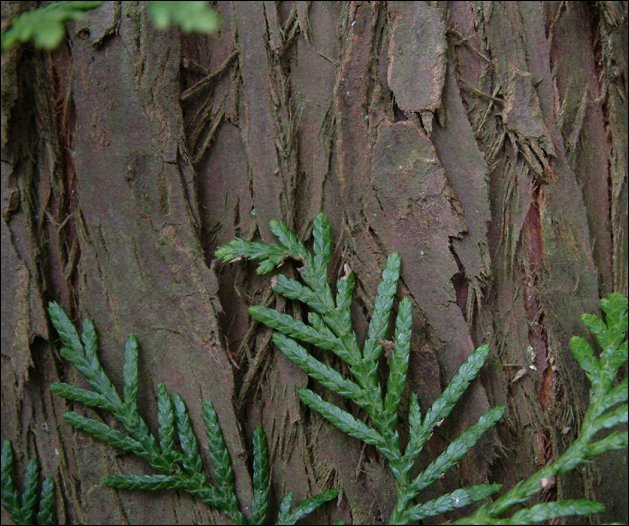

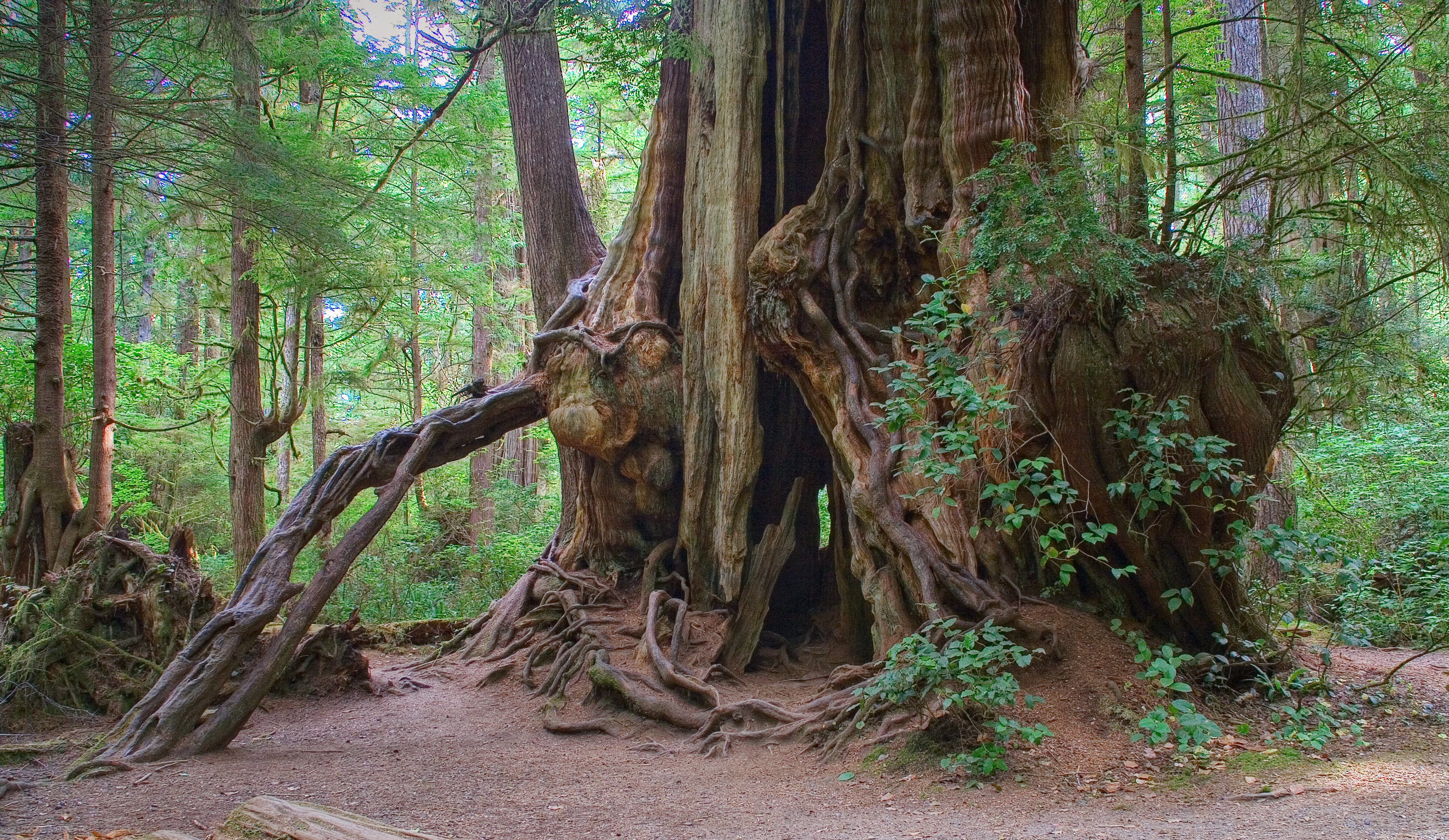

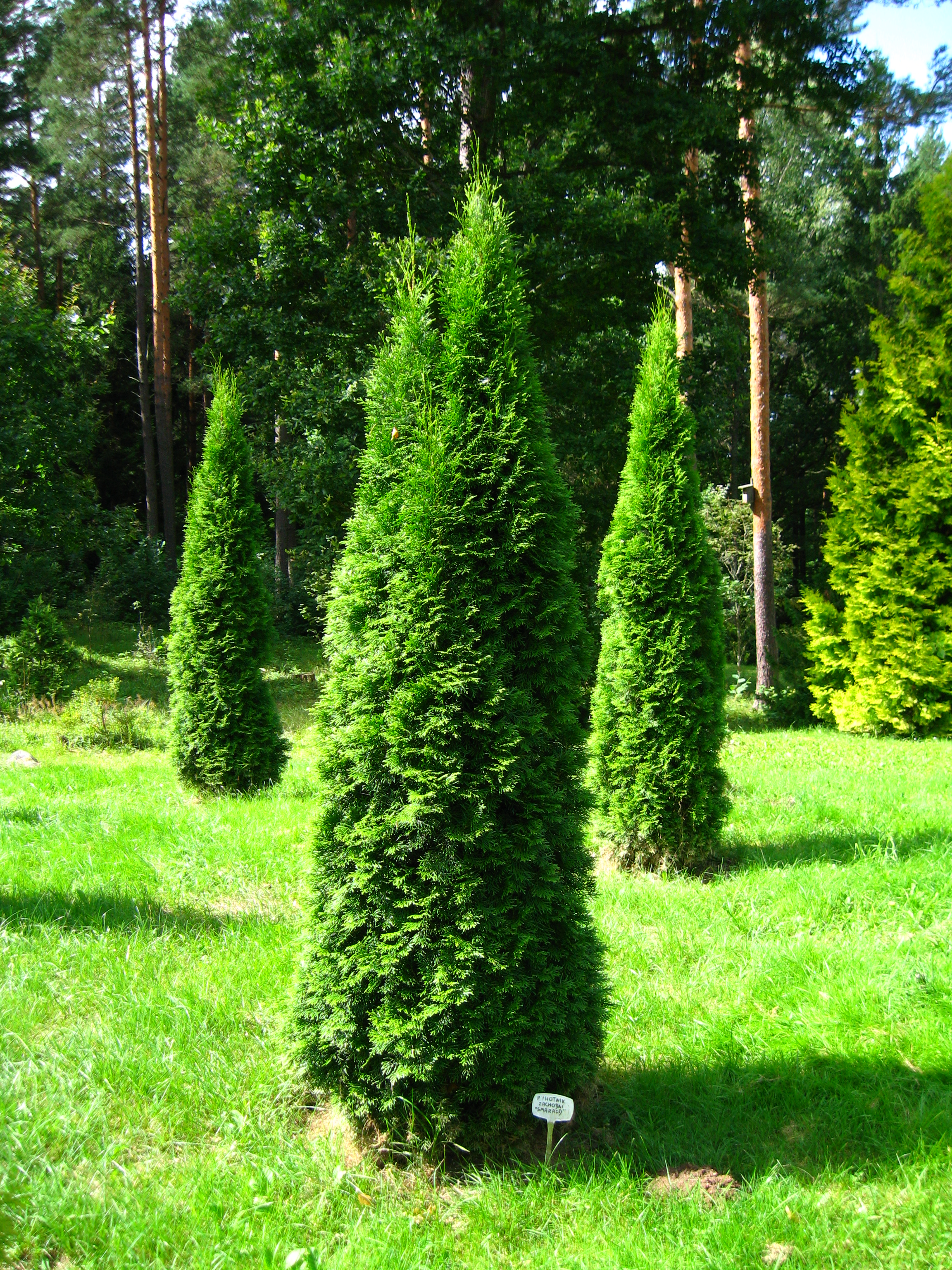

## کاربرد
این درخت در طب سنتی نیز کاربرد زیادی دارددر چین برگ‌های این درخت از داروهای مرسوم و متداول چینی است و خونریزی‌را بند می‌آورد
سایر خواص آن: ضد تب می‌باشد، جوشاندهٔ برگها یا عصارهٔ تازهٔ برگ‌ها برای قطع‌ هر نوع خونریزی مفید است؛ و برای زخم اثنی‌عشر وزخم معده مفید است. برای التیام سوزاک‌و سرماخوردگی‌مفید است. تخم آن دارای مواد مغذی است، مسکن‌ است، اشتهاآور می‌باشد، در موارد طپش قلب به عنوان داروی مؤثری تجویز می‌شود و به علاوه برای بی‌خوابی وعصبانیت مفید است. سرفه را تسکین می‌دهد، و برای ناراحتی واختلالات تشنجی اطفال اثر مفید دارد. از برگ‌ها و تخم آن برای معالجهٔ خونریزی وتسکین دردهای روماتیسمی و بیماری‌های زنان استفاده می‌شود.
استعمال خارجی برای رفع ناراحتی‌های‌پوستی مفید می‌باشد. برای رویش مو در محل‌زخم‌ها که موی آن ریخته باشد نافع است. در موارد اسهال خونی و تهوع نیز بسیار مفید است

## تکثیر
تکثیر این درخت از طریق کاشت بذر صورت می گیردبهترین زمان کاشت بذر در پاییز و در یک قاب سرد می‌باشد، گیاه در سال اول رشد بسیار کمی دارد و برای زمستان اول بهتر است در گلخانه بماند و سپس در فصل بهار به فضای باز برده شود.